# Ermesinde de Bar-sur-Seine
Ermesinde de Bar-sur-Seine (ou Hermance, Hermensande, Hermengarde) (née vers 1137, † après 1211) est dame de Traînel en Champagne. Elle est la fille de Gui Ier, comte de Bar-sur-Seine, et de Pétronille de Chacenay (fille d'Anséric II de Chacenay et de Hombeline (famille d'origine inconnue)). Elle est également la sœur de Manassès, évêque de Langres.

## Biographie
Fille de Gui Ier, comte de Bar-sur-Seine, branche cadette de la Maison de Brienne, Ermesinde fait partie de la plus haute noblesse champenoise.
Vers 1153, elle épouse Anseau, seigneur de Traînel, un des proches conseillers du comte de Champagne Henri le Libéral et qui a la charge de bouteiller de ce seigneur.
Elle fait alors partie de la cour de Champagne et devient proche de la comtesse Marie de France. Elle fait alors partie de la cour d'amour de cette dernière, et y côtoie probablement les écrivains Chrétien de Troyes, Gace Brulé, Gautier d'Arras, Guyot de Provins ou encore Geoffroi de Villehardouin.
Ainsi, en 1181, elle rend une sentence concernant les églises de Saint-Loup et de Saint-Étienne de Troyes.
Mais son époux décède en 1188 ou 1189, et elle remarie en secondes noces avec Thiébaut Ier, comte de Bar, dont elle divorcera en 1195.
Elle revient ensuite probablement vivre à Traînel et apparaît dans une charte de 1196 où elle a été choisie par les religieux de l'abbaye de Vauluisant et l'abbesse du Paraclet pour aplanir une difficulté.
Elle apparait encore dans diverses chartes aux côtés de son fils Anseau III de Traînel.

## Mariage et enfants
Après 1153, elle épouse Anseau II de Traînel, seigneur de Traînel, dont elle a deux enfants :
- Anseau III de Traînel, qui succède à son père ;
- Marie de Traînel († après 1197), dame de Charmoy. Elle ne semble pas avoir été mariée ni avoir eu de postérité. Elle aurait été lépreuse à la maladrerie de Deux-Eaux à Bréviandes.

Anseau II de Traînel décède en 1188 ou 1189. Veuve, elle épouse en secondes noces en 1189 Thiébaut Ier, comte de Bar, dont elle a trois autres enfants :
- Henri II (1190, † 1239), qui succède à son père ;
- Agnès de Bar, mariée à Hugues Ier de Châtillon († 1248), comte de Saint-Pol et de Blois ;
- Marguerite, mariée en 1221 à Henri III, comte de Salm (1191, † 1228), puis à Henri de Dampierre († 1259).

En 1195, son mariage avec Thiébaut Ier de Bar est annulé.

## Sources
- Marie Henry d'Arbois de Jubainville, Histoire des Ducs et Comtes de Champagne, 1865.
- Lucien Coutant, Histoire de la ville et de l'ancien comté de Bar-sur-Seine, 1854.
- l'abbé Charles Lalore, Documents pour servir à la généalogie des anciens seigneurs de Traînel, 1870.
- l'abbé Defer, Histoire de Traînel, 1884.